# Andrew R. Jones
Andrew R. Jones (San Francisco, 1972) è un effettista statunitense.
Per il suo lavoro come supervisore alle animazioni nel film Avatar ha vinto un premio Oscar ai migliori effetti speciali e un premio BAFTA ai migliori effetti speciali nel 2010, nel 2017 vince gli stessi premi per il film Il libro della giungla. Nel 2006 viene candidato sempre per l'Oscar ai migliori effetti speciali per il suo lavoro in Io, robot. Ha anche diretto l'episodio L'ultimo volo della Osiris nel film d'animazione Animatrix.

## Filmografia parziale
- Io, robot (I, Robot), regia Alex Proyas (2004) - supervisore alle animazioni per la Digital Domain
- Avatar, regia James Cameron (2009) - supervisore alle animazioni
- Il libro della giungla (The Jungle Book), regia di Jon Favreau (2016) - supervisore alle animazioni
- Il re leone (The Lion King), regia di Jon Favreau (2019) - supervisore alle animazioni